# Loupiac-de-la-Réole
Loupiac-de-la-Réole (gaskognisch Lopiac de la Rèula) ist eine Gemeinde mit 545 Einwohnern (Stand: 1. Januar 2022) im französischen Département Gironde. Sie gehört zum Kanton Le Réolais et Les Bastides im Arrondissement Langon. Die Einwohner werden Loupiacais genannt.

## Geografie
Loupiac-de-la-Réole liegt etwa 51 Kilometer südöstlich von Bordeaux. Umgeben wird Loupiac-de-la-Réole von den Nachbargemeinden Blaignac im Norden und Westen, Fontet im Osten und Nordosten, Noaillac im Südosten, Aillas im Süden sowie Puybarban im Westen und Südwesten.

## Bevölkerungsentwicklung
| Jahr                      | 1962 | 1968 | 1975 | 1982 | 1990 | 1999 | 2006 | 2013 |
| ------------------------- | ---- | ---- | ---- | ---- | ---- | ---- | ---- | ---- |
| Einwohner                 | 375  | 323  | 293  | 280  | 319  | 333  | 430  | 484  |
| Quelle: Cassini und INSEE |      |      |      |      |      |      |      |      |

## Sehenswürdigkeiten

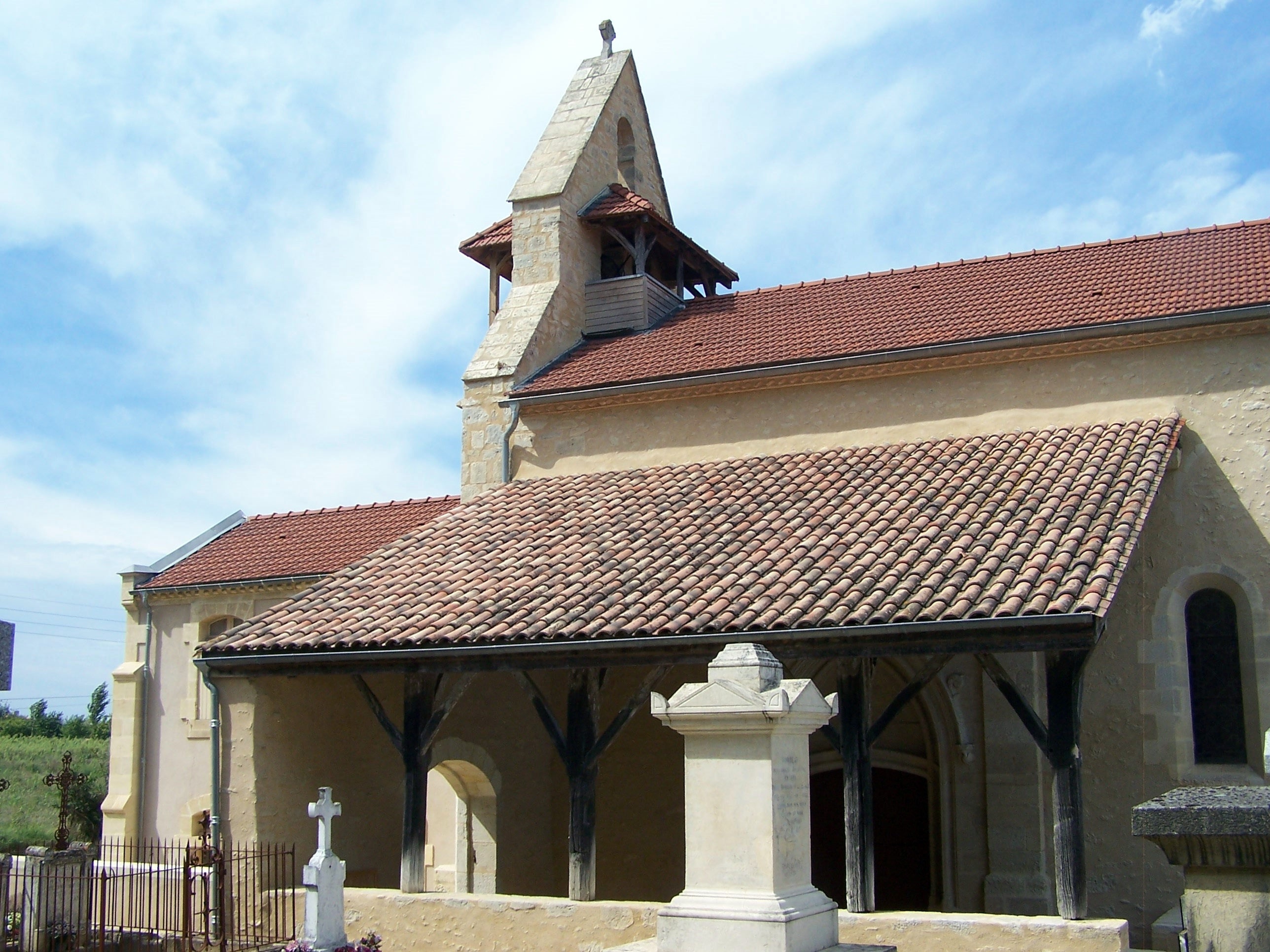
Kirche Sainte-Croix

- Kirche Sainte-Croix aus dem 16. Jahrhundert, Monument historique seit 1925